# Đorđe Milićević (homme politique, 1978)
Pour les articles homonymes, voir Đorđe Milićević et Milićević.
Đorđe Milićević, en serbe cyrillique : Ђорђе Милићевић ; né le 29 septembre 1978 à Valjevo, est un homme politique serbe, membre du Parti socialiste de Serbie (SPS). 
Depuis 2022, il est ministre sans portefeuille.

## Parcours
Aux élections législatives anticipées du 11 mai 2008, Đorđe Milićević figure sur la liste de la coalition formée par le Parti socialiste de Serbie (SPS), le Parti des retraités unis de Serbie (PUPS) et Serbie unie (JS) ; la liste obtient 313 896 voix, soit 7,58 % des suffrages, et envoie 20 députés à l'Assemblée nationale de la république de Serbie ; Milićević obtient un mandat parlementaire.
Lors des élections législatives du 6 mai 2012, l'alliance entre le SPS, le PUPS  et JS est renouvelée et conduite par Ivica Dačić, le président du SPS ; la liste commune obtient 14,51 % des suffrages et 44 députés ; Đorđe Milićević est reconduit dans son mandat parlementaire.
À l'Assemblée, Đorđe Milićević est vice-président du groupe parlementaire du SPS. En plus de cette fonction, il participe aux travaux de la Commission de la culture et de l'information et, en tant que suppléant, à ceux de la Commission des questions constitutionnelles et législatives et de la Commission de l'intégration européenne. Il est également membre de la délégation serbe à l'Assemblée parlementaire du Conseil de l'Europe.